# Thomas Renault
Thomas Renault, né le 5 mars 1984 à Orléans, est un footballeur français. Il évolue au poste de gardien de but.
Formé à l'US Orléans, le club de sa ville natale, Renault y passe toute sa carrière et devient le joueur le plus titularisé de l'histoire du club lors de la fin de saison 2017-2018.

## Biographie
Aîné d'une fratrie de quatre enfants, Thomas Renault voit le jour le 5 mars 1984 à Orléans où il y grandira. Il fréquentera l'école Androuet Ducerceau puis le collège Jeanne d'Arc, avant d'intégrer le lycée Edouard Vaillant de Saint Julien où il obtiendra son BEP maintenance. Durant cette période il continuera cependant le football au sein de l'US Orléans. Il reviendra par la suite dans la région orléanaise pour approfondir son étude de la maintenance avec un baccalauréat professionnel, qu'il étudiera au lycée Saint-Euverte.
Thomas Renault signe sa première licence à l’US Orléans à six ans. Il y débute comme avant-centre.
En 2009, Renault est contacté par le Tours FC. Mais Claude Fousse, le nouveau président, s'oppose à son départ.
Durant l'été 2013, Thomas Renault souhaite partir et voir autre chose mais il reçoit un coup de téléphone du maire sortant Serge Grouard pour être sur sa liste. Il sait alors qu'il finira sa carrière à Orléans, au moins pour le haut niveau.
Champion de National en 2014 avec l'USO et élu meilleur gardien, Thomas Renault et son club de toujours ne reste qu'une saison en l'antichambre de l'élite. Premier relégable de Ligue 2, le club fait l’ascenseur.
Durant l'été 2015, le FC Sochaux pense à Thomas Renault pour garder ses cages. Il est alors sous contrat avec l’US Orléans mais dispose d’une clause libératoire en cas de migration vers un club professionnel. Lors du match amical opposant l'US Orléans au FC Fleury 91 à Olivet, Thomas Renault se blesse aux tendons d’Achille à une semaine de la reprise. En novembre 2015, il doit subir une seconde opération qui repousse son retour sur les terrains au mois d'avril si tout se passe bien.
En octobre 2017, devenu numéro 2 derrière Gauthier Gallon, Thomas Renault retrouve les pelouses de Ligue 2 à 33 ans. Fidèle depuis alors 26 ans à l’USO, le portier déclare n’avoir plus qu’un objectif dans sa carrière : atteindre la barre des 240 matchs disputés sous le maillot orléanais et détrôner Patrick Viot. « J’ai envie d’aller jusqu’en 2020, à 36 ans. Il y a un objectif qui me tient à cœur : être le recordman des matches de championnat joués avec l’US Orléans. Patrick Viot détient ce record, avec 240 rencontres. Il m’en reste neuf à faire pour le détrôner. C’est ça qui m’anime depuis quelque temps. Mon rêve était de jouer en Ligue 2 avec l’USO, c’est fait. Maintenant, il faut se trouver d’autres objectifs. J’aimerais bien goûter à la Ligue 1 avec le club, mais ce sera un peu plus compliqué ! Le record de Patrick Viot, lui, est réaliste et réalisable ».
Il dépasse ce record lors de la défaite 1-0 contre le GFC Ajaccio comptant pour la 37ème journée de Ligue 2.
Le 29 mai 2020, l'US Orléans annonce que Thomas Renault ne sera pas conservé pour la saison suivante.

## Statistiques
| Saison                | Club                  | Championnat           | Championnat | Championnat | Coupe(s) nationale(s) | Coupe(s) nationale(s) | Total | Total |
| Saison                | Club                  | Division              | M.          | B.          | M.                    | B.                    | M.    | B.    |
| 2002-2003             | US Orléans            | CFA2                  | 1           | 0           | -                     | -                     | 1     | 0     |
| 2003-2004             | US Orléans            | CFA2                  | 1           | 0           | -                     | -                     | 1     | 0     |
| 2004-2005             | US Orléans            | CFA                   | -           | -           | -                     | -                     | 0     | 0     |
| 2005-2006             | US Orléans            | CFA                   | -           | -           | -                     | -                     | 0     | 0     |
| 2006-2007             | US Orléans            | CFA                   | 4           | 0           | -                     | -                     | 4     | 0     |
| 2007-2008             | US Orléans            | CFA                   | 8           | 0           | -                     | -                     | 8     | 0     |
| 2008-2009             | US Orléans            | CFA                   | 23          | 0           | -                     | -                     | 23    | 0     |
| 2009-2010             | US Orléans            | CFA                   | 33          | 0           | -                     | -                     | 33    | 0     |
| 2010-2011             | US Orléans            | National              | 19          | 0           | -                     | -                     | 19    | 0     |
| 2011-2012             | US Orléans            | National              | 38          | 0           | -                     | -                     | 38    | 0     |
| 2012-2013             | US Orléans            | National              | 26          | 0           | -                     | -                     | 26    | 0     |
| 2013-2014             | US Orléans            | National              | 34          | 0           | -                     | -                     | 34    | 0     |
| 2014-2015             | US Orléans            | Ligue 2               | 32          | 0           | -                     | -                     | 32    | 0     |
| 2015-2016             | US Orléans            | National              | -           | -           | -                     | -                     | 0     | 0     |
| 2016-2017             | US Orléans            | Ligue 2               | 11+2        | 0+0         | 1                     | 0                     | 14    | 0     |
| 2017-2018             | US Orléans            | Ligue 2               | 9           | 0           | 2                     | 0                     | 11    | 0     |
| 2018-2019             | US Orléans            | Ligue 2               | 1           | 0           | 10                    | 0                     | 11    | 0     |
| 2019-2020             | US Orléans            | Ligue 2               | 12          | 0           | 2                     | 0                     | 14    | 0     |
| Total sur la carrière | Total sur la carrière | Total sur la carrière | 254         | 0           | 15                    | 0                     | 269   | 0     |

## Palmarès
Il remporte le Championnat de National en 2014 et est élu meilleur gardien championnat National. Il remporte également le CFA en 2010.

## Vie privée
Thomas Renault est pacsé et père d'un fils. 
À 30 ans, il est élu à la mairie d'Orléans en mars 2014.